# Fanjeaux
Fanjeaux (occitan: Fanjaus) là một xã của Pháp, nằm ở tỉnh Aude trong vùng Occitanie.
Người dân địa phương trong tiếng Pháp gọi là Fanjuvéens.

## Hành chính
| Danh sách các xã trưởng |                  |                 |      |         |
| Giai đoạn               | Giai đoạn        | Tên             | Đảng | Tư cách |
| tháng 3 năm 2008        |                  | Denis Juin      |      |         |
| 2001                    | tháng 3 năm 2008 | Robert Ligneres |      |         |

## Thông tin nhân khẩu
| Năm | 1962 | 1968 | 1975 | 1982 | 1990 | 1999 |
| --- | ---- | ---- | ---- | ---- | ---- | ---- |
| Dân số | 748  | 776  | 748  | 778  | 775  | 770  |
| From the year 1968 on: No double counting—residents of multiple communes (e.g. students and military personnel) are counted only once. |      |      |      |      |      |      |